# Daltoniaceae
Daltoniaceae é uma família de musgos da ordem Hookeriales, que agrupa 16 géneros e cerca de 217 espécies estantes.

## Descrição
As Daltoniaceae de maneira geral, tem tamanhos que variam de pequeno e médio porte, todas com grandes tufos e hastes mais ou menos eretas, simples ou irregularmente ramificadas sendo seus ramos não diferenciados e uniformemente foliados.
Possuem rizoides, grande parte das vezes, confinados às bases dos caules, mas ocasionalmente maiores e sem pseudoparafilia. As folhas isofilares, são densamente foliadas, contorcidas ou não, eretas ou em espiral em torno do caule, de formas diversas, mais ou menos simétricas, agudas a acuminadas, afiadas. Margens delimitadas por várias fileiras de células estreitas e alongadas, geralmente mais largas abaixo, inteiras, planas ou recurvas.
Entre suas diversas características, temos o propágulo assexuado, o qual pode ser presente ou não, aglomerado na base da folha ou, às vezes, ocorrendo sobre a lâmina ou no ápice da folha, alongado, fusiforme ou raramente muriforme quando maior.
No geral as Daltoniaceae são caracterizadas por possuírem:
- Periqueia pequena
- Poucas folhas: Eretas, ovadas a ovado-lanceoladas, agudas a acuminadas; Margens obscurecidas ou não diferenciadas, inteiras ou irregularmente serrilhadas, planas ou recurvadas;

Sem costela ou muito fraca, células de várias formas.
Papiloso na porção superior
Cápsulas eretas a inclinadas
Ovóides a cilíndricas
Células exoteicas quadradas a retangulares ou irregulares, collenchymatous ou não
Sem anel
Peristoma duplo, ligado próximo da boca, amarelo a laranja claro, dentes exostoma triangular, sem bordos nem ombros, recurvado ou mais erecto, papiloso a spiculose por toda a superfície frontal com linha reta mais zig-zag mediana, perfurada ou não, não sulcada
Endossoma papiloso a espiculoso, membrana basal baixa, segmentos lineares. Enquanto os dentes, sem cílios. Esporos esféricos, papilosos lisos Calyptrae mitrate, ciliado na base, despido, liso a rugoso acima.

## Sistemática
As briófitas compreendem plantas avasculares. Atualmente, estas plantas estão incluídas em três divisões distintas: Marchantiophyta (hepáticas), Anthocerotophyta (antóceros) e Bryophyta (musgos).
A família das Daltoniaceae está pertence à divisão Bryophyta. Atualmente há 16 gêneros da família Daltoniaceae
Os dados constantes da base de dados taxonómicos Catalogue of Life permitem elaborar o seguinte cladograma:
| Daltoniaceae | \| \| Actinodontium \| \| \| \| \| \| Amblytropis \| \| \| \| \| \| Benitotania \| \| \| \| \| \| Callicostellopsis \| \| \| \| \| \| Catharomnion \| \| \| \| \| \| Crossomitrium \| \| \| \| \| \| Daltonia \| \| \| \| \| \| Distichophyllidium \| \| \| \| \| \| Helicoblepharum \| \| \| \| \| \| Lepidopilum \| \| \| \| \| \| Leskeodon \| \| \| \| \| \| Leskeodontopsis \| \| \| \| \| \| Pilotrichum \| \| \| \| \| \| Stenodesmus \| \| \| \| \| \| Symphyodon \| \| \| \| |
|              | \| \| Actinodontium \| \| \| \| \| \| Amblytropis \| \| \| \| \| \| Benitotania \| \| \| \| \| \| Callicostellopsis \| \| \| \| \| \| Catharomnion \| \| \| \| \| \| Crossomitrium \| \| \| \| \| \| Daltonia \| \| \| \| \| \| Distichophyllidium \| \| \| \| \| \| Helicoblepharum \| \| \| \| \| \| Lepidopilum \| \| \| \| \| \| Leskeodon \| \| \| \| \| \| Leskeodontopsis \| \| \| \| \| \| Pilotrichum \| \| \| \| \| \| Stenodesmus \| \| \| \| \| \| Symphyodon \| \| \| \| |
|              | Hookeriaceae |
|              | |
|              | Actinodontium |
|              | |
|              | Amblytropis |
|              | |
|              | Benitotania |
|              | |
|              | Callicostellopsis |
|              | |
|              | Catharomnion |
|              | |
|              | Crossomitrium |
|              | |
|              | Daltonia |
|              | |
|              | Distichophyllidium |
|              | |
|              | Helicoblepharum |
|              | |
|              | Lepidopilum |
|              | |
|              | Leskeodon |
|              | |
|              | Leskeodontopsis |
|              | |
|              | Pilotrichum |
|              | |
|              | Stenodesmus |
|              | |
|              | Symphyodon |
|              | |

|  | Actinodontium      |
|  |                    |
|  | Amblytropis        |
|  |                    |
|  | Benitotania        |
|  |                    |
|  | Callicostellopsis  |
|  |                    |
|  | Catharomnion       |
|  |                    |
|  | Crossomitrium      |
|  |                    |
|  | Daltonia           |
|  |                    |
|  | Distichophyllidium |
|  |                    |
|  | Helicoblepharum    |
|  |                    |
|  | Lepidopilum        |
|  |                    |
|  | Leskeodon          |
|  |                    |
|  | Leskeodontopsis    |
|  |                    |
|  | Pilotrichum        |
|  |                    |
|  | Stenodesmus        |
|  |                    |
|  | Symphyodon         |
|  |                    |

## Ocorrência no Brasil
As espécies do gênero Daltonia estão mundialmente distribuídas dos trópicos aos círculos polares. Elas ocorrem principalmente em grandes elevações nos troncos e ramos de árvores e, em menor quantidade, no solo ou em rochas.
Os principais registros de Daltoniaceae no Brasil são os seguintes:
- Calyptrochaeta albescens, no Paraná;
- Calyptrochaeta setigera, em São Francisco de Paula, Rio Grande do Sul;
- Calyptrochaeta aristata, em São Paulo;
- Daltonia aristata, em São Paulo;
- Daltonia ulei, na Serra do Itatiaia, Brasília.